# Église de la Sainte-Trinité de Windwardside
L'église de la Sainte-Trinité (en néerlandais : Heilige Drievuldigheidskerk) est une église anglicane située à Windwardside, à Saba, dans les Antilles néerlandaises.

## Historique
Cette église, la seconde église anglicane de l'île, a été financée grâce à une contribution de 3 000 florin du gouvernement néerlandais et de l'Église réformée néerlandaise. L'église a été consacrée le 25 février 1878 par le pasteur William Waldrond Jackson, évêque d'Antigua.